# Olympische Winterspiele 2006/Teilnehmer (Argentinien)
| Gelbes Symbol für Goldmedaillen mit stilisierten Olympischen Ringen | Graues Symbol für Silbermedaillen mit stilisierten Olympischen Ringen | Braundes Symbol für Bronzemedaillen mit stilisierten Olympischen Ringen |
| ------------------------------------------------------------------- | --------------------------------------------------------------------- | ----------------------------------------------------------------------- |
| —                                                                   | —                                                                     | —                                                                       |

Argentinien nahm an den Olympischen Winterspielen 2006 im italienischen Turin mit einer Delegation von neun Athleten teil.

## Flaggenträger
María Belén Simari Birkner trug die Flagge Argentiniens während der Eröffnungsfeier, der Freestyler Clyde Getty trug sie bei der Abschlussfeier.

## Teilnehmer nach Sportarten

### Biathlon
- Sebastián Beltrame
20 km Einzel, Männer: 85. – 1:09:24,3 h (9 Schießfehler)
10 km Sprint, Männer: 88. – 33:32,4 min (5 Schießfehler)

### Ski alpin
- Cristian Javier Simari Birkner
Alpine Kombination, Männer: 23. – 3:16,54 min
- Facundo Aguirre
Riesenslalom, Männer: im 1. Lauf ausgeschieden
- Macarena Simari Birkner
Alpine Kombination, Frauen: 26. – 3:02,66 min
Riesenslalom, Frauen: 31. – 2:19,43 min
Slalom, Frauen: 36. – 1:37,07 min
Super-G, Frauen: nicht gestartet.
- María Belén Simari Birkner
Alpine Kombination, Frauen: 29. – 3:05,35 min
Slalom, Frauen: 37. – 1:37,61 min
Super-G, Frauen: 47. – 1:38,02 min
Riesenslalom, Frauen: im 1. Lauf ausgeschieden
- Miriam Vazquez (Abfahrt)
Abfahrt, Damen: 39. Platz – 2:07,42 min

### Ski nordisch
- Martín Bianchi
15 km klassisch, Männer: 88. – 49:08,0 min

### Rennrodeln
- Michelle Despain
Einsitzer Frauen: 24. – 3:17,539 min

### Freestyle
- Clyde Getty
Aerials, Männer: 28. – 79,88 Pkte. (Qualifikation)